# 蘇俄佔領外蒙古
蘇俄佔領外蒙古，又稱蘇俄出兵外蒙、侵佔外蒙等（見稱呼段落），指1921年起蘇維埃俄國對外蒙古的軍事干預。1921年2月3日，白軍驅散北洋政府駐軍並短暫佔領外蒙古，同年7月6日紅軍擊潰白軍並長期駐紮在蒙古境內，直至1925年3月駐蒙古蘇軍首次撤離。
這一時期見證了蒙古人民共和國的迅速成立、現代蒙古民族主義思想的形成，以及蒙古完全脫離中國北洋政府的影響並被納入蘇俄的勢力範圍。同时期的图瓦也受到了苏俄输出革命的影响，随后建立唐努-图瓦人民共和国。

## 稱呼
「蘇俄佔領外蒙古」是中華民國方面對1921年蒙古革命期間蘇軍干預行動的稱呼，有些中文文獻用不同措辭區分白俄軍和紅俄軍的行動，而對紅俄的稱呼尤其繁多。
1952年總統府國策顧問王雲五寫的史料，稱「白俄／紅俄佔領外蒙」。蔣介石掛名的《苏俄在中国》（1956）在同一頁內用「蘇俄侵入／侵佔外蒙」兩個不同措辭，1957年中華民國官修歷史教科書稱「蘇俄侵佔外蒙」。中华人民共和国史學家、中国社会科学院学部委员吕一燃在1999年編的史料選輯裡，稱呼區分為「俄國白匪入侵外蒙古」和「蘇俄出兵外蒙古」。另有「蘇聯侵略外蒙」、「蘇聯干涉外蒙」的措辭，但這大多是立足於1911-1946年比較長的視角，而不是專指1921-24年。
蘇聯和後來的俄羅斯聯邦稱之為蒙古行動（俄语：Монгольская операция），蒙古國稱之為俄國紅軍出兵蒙古。

## 背景
1911年，在俄羅斯帝國的支持下，外蒙古宣布脱离大清帝國而独立，建立大蒙古國。1915年，中俄蒙三方签订《中俄蒙协约》，外蒙古放弃独立，而中华民国北京政府承诺给予外蒙古高度自治权。
1919年7月25日，苏俄政府发布《苏维埃俄国告蒙古自治政府及蒙古人民书》，阐明了苏维埃东方政策的一般原则，废除帝俄在蒙古的条约、协定和租让合同，建议与博格多格根政府建立平等的正式关系。布尔什维克领导人列宁认为：“在蒙古发动的革命是中国革命的第一阶段，对世界革命特别重要。”
1919年11月，中華民國北洋政府宣佈外蒙古「取消自治」，廢除《中俄蒙協約》，並出兵佔領外蒙古，但在1921年2月被恩琴率領的白軍擊敗。

## 出兵
1920年7月俄共 (布)中央西伯利亚局东方民族部在伊尔库茨克成立。下设有蒙古-西藏处。1921年2月，东方民族部改称共产国际执行委员会远东书记处。1921年2月10日，远东书记处做出决定：

   “恩琴之占据蒙古，对共产国际和苏维埃俄国形成了失去其革命基础的威胁。……日本建立了一条黑色缓冲带：滨海洲有谢苗诺夫，满洲有张作霖将军，蒙古有恩琴男爵，……摧毁这一缓冲地带，至少摧毁其蒙古一环，就是共产国际和苏维埃俄国的首要任务。”
1921年6月1日，在俄共 (布)远东局、俄罗斯苏维埃联邦社会主义共和国外交人民委员部西伯利亚与远东全权代表库芬（Ф.И.Гапон）、苏俄工农红军第五集团军革命军事委员会和远东共和国政府四方代表的联席会议上，就是否出兵蒙古消灭恩琴男爵的“亚洲骑兵师”，产生了激烈分歧：
- 远东共和国副总理尼古拉·米哈伊洛維奇·馬特維耶夫以及苏俄工农红军第五集团军司令员米哈伊尔·斯特耶帕诺维奇·马季雅谢维奇（俄语：Матиясевич, Михаил Степанович）坚决反对出兵库伦的方案，称这是一种“拙劣的政治冒险”。
- 远东共和国总理亞歷山大·米哈伊洛維奇·克拉斯諾曉科夫、远东共和国军事部长布罗夫（Н.Буров）、俄共远东局全体成员、外交人民委员部代表认为，恰恰从政治方面看，占领库伦对于支持蒙古和中国的革命运动非常必要。

最终会议决议案：
“⑴蒙古战役对于显示远东共和国和苏维埃俄国的力量、对于保障我们的后方、作为反对张作霖的一种方法和培养中国和蒙古革命阶层都非常重要；⑵目的是彻底消灭恩琴……‘肃清’库伦和边境地区，并在这些地方建立蒙古民族政权；⑶政权必须是本民族的，而不是苏维埃的，并以蒙古不独立，而与中国按联邦制方式建立自治为宗旨。”
1921年6月16日，俄共 (布)中央政治局批准了关于向蒙古派遣红军和远东共和国军队的指示。苏俄工农红军第五集团军派出一支由康斯坦丁·奥古斯托维奇·纽曼和格利高里·米哈伊洛维奇·切列米西诺夫率领的远征队与苏赫巴托的蒙古革命军一起于1921年6月28日在恰克图地区越过国界，7月5—6日远征部队未遇任何抵抗（恩琴在苏俄出兵前夕逃离），进占库伦。

## 结果
1921年7月8日，由鲍道领导的临时政府自恰克图迁入库伦，宣告政权转到了“人民政府”手中，只在君主立宪制的范围内形式上保留了博克多汗的地位。蘇赫巴托成為軍事部長，博克多汗的權力有限，成為象徵性的元首。
11月5日《俄罗斯社会主义联邦苏维埃共和国政府和蒙古人民政府关于建立俄蒙友好关系的协定》（即《俄蒙修好条约》）在莫斯科签字，其中苏维埃俄国承认其为蒙古唯一合法政府，两国关系就此建立。